# اغفر لنا ذنوبنا
اغفر لنا ذنوبنا (بالإسبانية: Perdona nuestros pecados)‏ هو عبارة عن مسلسل تلفزيوني شيلي تم إنتاجه وبثه في رؤية ميجا في الفترة من 2017 إلى 2018.

## روابط خارجية
- اغفر لنا ذنوبنا على موقع IMDb (الإنجليزية)
- اغفر لنا ذنوبنا على موقع كينوبويسك (الروسية)
- اغفر لنا ذنوبنا على موقع قاعدة بيانات الفيلم (الإنجليزية)